# Tini Tour 2022
Tini Tour 2022-2023 è stato il terzo tour musicale della cantante argentina Tini Stoessel. Il tour è iniziato il 20 maggio 2022 presso l'Hipódromo di Palermo a Buenos Aires, Argentina, e si è concluso il 5 novembre 2023 presso The Novo a Los Angeles, Stati Uniti. Il tour ha previsto performance in Sud America, Nord America ed Europa.

## Antecedenti
Dopo due anni di assenza dai palcoscenici del mondo a causa della Pandemia di COVID-19, e aver lasciato inconcluso il suo tour anteriore, Quiero volver tour, l'artista Tini Stoessel riprende i concerti dal vivo. In questa occasione, aggiungerà al suo repertorio le canzoni del suo ultimo album, Tini Tini Tini, pubblicato nel 2020, e le canzoni già rilasciate tratte dal quarto album in studio, di prossima uscita. Oltretutto, si esibirà in Paesi che non ha visitato con i suoi tour precedenti.
La cantante ha annunciato l'inizio del tour in occasione dell'uscita del singolo Bar, a novembre 2021. In poco tempo, il concerto programmato per il 21 marzo 2022 ha registrato il tutto esaurito, motivo per cui sono state aggiunte altre quattro date, successivamente. A seguito della grande richiesta, nel mese di maggio 2022, a pochi giorni di distanza dal concerto, viene annunciata una quinta data all'Ippodromo di Buenos Aires. Nel mese di gennaio 2022 vengono annunciate le date presso Viña del Mar e Córdoba, e tra gennaio e febbraio vengono annunciate tre date in Bolivia e il concerto a Santa Fe, mentre a maggio vengono annunciati i concerti a Mendoza e Montevideo. La cantante ha tenuto una serie di concerti tra ottobre 2021 e febbraio 2022, prima dell'inizio ufficiale del tour, con uno show differente e prevalentemente nell'ambito di festival musicali locali.
Il 10 marzo 2022, la cantante annuncia la posticipazione dell'inizio del tour, originariamente previsto nel mese di marzo con i concerti di Buenos Aires, e di conseguenza delle date a Santa Fe e Córdoba, precedentemente previste per il mese di aprile, per motivi legati alla salute del padre.

## Trasmissione
Il concerto del 28 maggio 2022 presso l'Ippodromo di Buenos Aires verrà trasmesso in diretta sulla piattaforma Star+, in esclusiva per gli abbonati residenti in America Latina, e su Disney+ per gli abbonati residenti negli Stati Uniti.
In seguito, è stato annunciato che anche il concerto del 23 dicembre 2022 presso il Campo de Polo di Buenos Aires sarebbe stato trasmesso in diretta sulle piattaforme Disney+ e Star+.

## Scaletta

### Scaletta Pre-Tour (30 ott. 2021 - 28 feb. 2022)
La scaletta non è rappresentativa di tutti i concerti.
1. Duele (intro)
2. Fresa
3. 22
4. Recuerdo
5. Suéltate El Pelo
6. High (Remix)
7. Maldita Foto
8. Un Beso en Madrid
9. Oye
10. Acércate
11. Por Qué Te Vas
12. La Niña De La Escuela
13. 2:50 Remix
14. Fantasi
15. Ella Dice
16. Bar
17. Miénteme
18. Te Quiero Más

Note:
- Durante il concerto a Posadas, il 30 ottobre 2021, Tini ha cantato High (Remix) prima de La Niña De La Escuela.
- Bar è stata aggiunta alla setlist dal concerto a Río Gallegos, il 19 dicembre 2021, mentre High (Remix) non è stata cantata.
- A partire dal concerto a Villa María, il 12 febbraio 2022, Tini canta High (Remix) prima di Maldita Foto.
- Durante il concerto a Viña del Mar, il 17 febbraio 2022, Tini ha aggiunto alla setlist Suéltate El Pelo dopo Recuerdo, in ordine Acércate, Quiero Volver in versione acustica e Consejo de Amor dopo Oye, e Fantasi prima di Ella Dice. A partire da questo concerto, solo Suéltate El Pelo, Acércate e Fantasi vengono aggiunte alla setlist.

### Scaletta "Tini Tour 2022"
La scaletta non è rappresentativa di tutti i concerti.
1. Te quiero más
2. Quiero Volver
3. Suéltate el pelo
4. Duele
5. Recuerdo
6. El Último Beso
7. Maldita Foto
8. 2:50 Remix
9. Por Qué Te Vas
10. Oye
11. Un Beso en Madrid
12. Carne y Hueso
13. Acércate
14. Ella Dice
15. Playa
16. High Remix
17. Fresa
18. Fantasi
19. La Triple T
20. La Loto
21. Bar
22. 22
23. Miénteme

Note:
- Durante il primo concerto all'Ippodromo di Buenos Aires, Tini ha cantato Recuerdo insieme a Mau y Ricky e 2:50 Remix con MYA.
- Durante il secondo concerto all'Ippodromo di Buenos Aires, Tini ha cantato 2:50 Remix con MYA e Bar insieme a L-Gante.
- Durante il terzo concerto all'Ippodromo di Buenos Aires, Tini ha cantato 2:50 Remix con MYA ed Ella dice con Khea.
- Durante il quarto concerto all'Ippodromo di Buenos Aires, oltre agli invitati della data precedente, Tini è stata affiancata da John C durante Duele, Lola Índigo durante High Remix e Beéle durante Fantasi.
- Durante il quinto concerto all'Ippodromo di Buenos Aires, che è stato trasmesso in diretta sulle piattaforme di streaming Star+ e Disney+, erano presenti i seguenti ospiti: John C, Mau y Ricky, Manuel Turizo, MYA, Cami, Morat, María Becerra, Lola Índigo e Beéle.
- Durante il sesto concerto all'Ippodromo di Buenos Aires, Tini ha cantato 2:50 Remix con MYA e Bar insieme a L-Gante.
- Durante il concerto a Córdoba, il 5 giugno 2022, la cantante non ha eseguito Consejo de amor.
- Durante il concerto in Paraguay, il 16 luglio 2022, la cantante ha eseguito La Loto prima de La Triple T.
- Durante il concerto a Salta, il 17 settembre 2022, la cantante ha aggiunto alla scaletta El Último Beso al sesto posto, prima di Maldita Foto
- Durante il concerto a Madrid, il 25 settembre 2022, la cantante ha eseguito La Niña De La Escuela al posto di Suéltate El Pelo; inoltre, ha eseguito High Remix e Miénteme con la presenza di María Becerra e La Loto con la presenza di Becky G.

### Scaletta "Tini Tour 2022" al Campo de Polo
1. 22
2. Quiero Volver
3. Suéltate el pelo
4. Duele
5. Recuerdo
6. El Último Beso
7. Maldita Foto
8. 2:50 Remix
9. Por Qué Te Vas
10. Oye
11. Un Beso en Madrid
12. Diciembre
13. Carne y Hueso
14. Acércate
15. Ella Dice
16. High Remix
17. Fresa
18. Fantasi
19. La Triple T
20. La Loto
21. Bar
22. Miénteme

Note:
- Durante il primo concerto al Campo de Polo di Buenos Aires, Tini ha cantato l’inno argentino dopo “Miénteme” per festeggiare la vittoria della squadra ai mondiali di calcio in Qatar.
- Durante i concerti del 22 e 23 dicembre, Tini ha cantato “El Último Beso” con Tiago PZK

### Scaletta "Tini Tour 2023"
La scaletta è rappresentativa dai concerti avuti inizio in Spagna.
1. Intro + 22
2. Quiero Volver
3. Las Jordans
4. La Niña De La Escuela
5. El Último Beso
6. Maldita Foto
7. 2:50 Remix + outro
8. Intro acto 2 + Por Qué Te Vas
9. Oye
10. 7 Veces
11. Corazón Parti’o
12. Carne Y Hueso
13. Te Pido + outro
14. Intro acto 3 + Ella Dice + Rakata
15. High Remix
16. Fresa
17. Cupido + outro
18. Intro acto 4 + Fantasi
19. La Triple T
20. Muñecas
21. Bar
22. Miénteme + Outro

## Date
| Data              | Città                      | Paese       | Luogo                                    |
| ----------------- | -------------------------- | ----------- | ---------------------------------------- |
| Pre-Tour          |                            |             |                                          |
| America Latina    |                            |             |                                          |
| 30 ottobre 2021   | Posadas                    | Argentina   | Cascada de la Costanera                  |
| 19 dicembre 2021  | Río Gallegos               | Argentina   | Estadio Atlético Boxing Club             |
| 17 gennaio 2022   | Jesús María                | Argentina   | Anfiteatro José Hernandez                |
| 12 febbraio 2022  | Villa María                | Argentina   | Anfiteatro de Villa María                |
| 13 febbraio 2022  | Neuquén                    | Argentina   | Paseo de la Costa                        |
| 17 febbraio 2022  | Viña del Mar               | Cile        | Anfiteatro de la Quinta Vergara          |
| 26 febbraio 2022  | Cochabamba                 | Bolivia     | Feicobol                                 |
| 27 febbraio 2022  | Santa Cruz de la Sierra    | Bolivia     | Fexpocruz                                |
| 28 febbraio 2022  | Tarija                     | Bolivia     | Campo Ferial San Jacinto                 |
| TINI Tour 2022    |                            |             |                                          |
| America Latina    |                            |             |                                          |
| 20 maggio 2022    | Buenos Aires               | Argentina   | Hipódromo de Palermo                     |
| 21 maggio 2022    | Buenos Aires               | Argentina   | Hipódromo de Palermo                     |
| 22 maggio 2022    | Buenos Aires               | Argentina   | Hipódromo de Palermo                     |
| 27 maggio 2022    | Buenos Aires               | Argentina   | Hipódromo de Palermo                     |
| 28 maggio 2022    | Buenos Aires               | Argentina   | Hipódromo de Palermo                     |
| 31 maggio 2022    | Buenos Aires               | Argentina   | Hipódromo de Palermo                     |
| 3 giugno 2022     | Villa Martelli             | Argentina   | Tecnópolis                               |
| 5 giugno 2022     | Córdoba                    | Argentina   | Quality Estadio                          |
| 11 giugno 2022    | Santa Fe                   | Argentina   | Club Unión                               |
| 15 giugno 2022    | Mendoza                    | Argentina   | Arena Maipú                              |
| 16 giugno 2022    | Mendoza                    | Argentina   | Arena Maipú                              |
| 17 giugno 2022    | Mendoza                    | Argentina   | Arena Maipú                              |
| 1º luglio 2022    | Tucumán                    | Argentina   | Club Atlético Central Córdoba            |
| 16 luglio 2022    | Mariano Roque Alonso       | Paraguay    | Ruedo Central EXPO MRA                   |
| 5 agosto 2022     | La Rioja                   | Argentina   | Superdomo                                |
| 6 agosto 2022     | La Rioja                   | Argentina   | Superdomo                                |
| 25 agosto 2022    | Bogotà                     | Colombia    | Movistar Arena                           |
| 27 agosto 2022    | Guayaquil                  | Ecuador     | Explanada el Dorado                      |
| 29 agosto 2022    | Lima                       | Perù        | Arena Perú Explanada Olguin              |
| 31 agosto 2022    | Quito                      | Ecuador     | Coliseo General Rumiñahui                |
| 3 settembre 2022  | Corrientes                 | Argentina   | Anfiteatro Cocomarola                    |
| 4 settembre 2022  | Corrientes                 | Argentina   | Anfiteatro Cocomarola                    |
| 9 settembre 2022  | Tucumán                    | Argentina   | Club Atlético Central Córdoba            |
| 10 settembre 2022 | Tucumán                    | Argentina   | Club Atlético Central Córdoba            |
| 17 settembre 2022 | Salta                      | Argentina   | Estadio Padre Ernesto Martearena         |
| Europa            |                            |             |                                          |
| 25 settembre 2022 | Madrid                     | Spagna      | WiZink Center                            |
| America Latina    |                            |             |                                          |
| 5 ottobre 2022    | Junín                      | Argentina   | Sociedad Rural                           |
| 7 ottobre 2022    | Montevideo                 | Uruguay     | Estadio Centenario                       |
| 8 ottobre 2022    | San Paolo                  | Brasile     | Vibra São Paulo                          |
| 26 ottobre 2022   | San Luis                   | Argentina   | Campo de Polo Estancia Grande            |
| 28 ottobre 2022   | Neuquén                    | Argentina   | Espacio DUAM                             |
| 30 ottobre 2022   | Santiago                   | Cile        | Movistar Arena                           |
| 31 ottobre 2022   | Mostazal                   | Cile        | Gran Arena Monticello                    |
| 5 novembre 2022   | La Plata                   | Argentina   | Estadio UNO Jorge Luis Hirschi           |
| 10 novembre 2022  | Córdoba                    | Argentina   | Estadio Mario Alberto Kempes             |
| 11 novembre 2022  | Córdoba                    | Argentina   | Estadio Mario Alberto Kempes             |
| 15 novembre 2022  | Rosario                    | Argentina   | Hipódromo Municipal Parque Independencia |
| 22 dicembre 2022  | Buenos Aires               | Argentina   | Campo Argentino de Polo                  |
| 23 dicembre 2022  | Buenos Aires               | Argentina   | Campo Argentino de Polo                  |
| TINI Tour 2023    |                            |             |                                          |
| America del Nord  |                            |             |                                          |
| 2 febbraio 2023   | Guadalajara                | Messico     | Auditorio Telmex                         |
| 3 febbraio 2023   | Monterrey                  | Messico     | Auditorio Citibanamex                    |
| 5 febbraio 2023   | Città del Messico          | Messico     | Auditorio Nacional                       |
| America Latina    |                            |             |                                          |
| 10 febbraio 2023  | Villa María                | Argentina   | Anfiteatro de Villa María                |
| 19 febbraio 2023  | El Calafate                | Argentina   | Anfiteatro del Bosque                    |
| 20 febbraio 2023  | Viña del Mar               | Cile        | Anfiteatro de la Quinta Vergara          |
| 8 aprile 2023     | Santiago del Estero        | Argentina   | Estadio Alfredo Terrera                  |
| Europa            |                            |             |                                          |
| 24 giugno 2023    | La Coruña                  | Spagna      | Coliseum                                 |
| 25 giugno 2023    | Barcellona                 | Spagna      | Palau Sant Jordi                         |
| 28 giugno 2023    | Cordova                    | Spagna      | Plaza de toros Los Califas               |
| 1º luglio 2023    | Cadice                     | Spagna      | Chiclana de la Frontera                  |
| 2 luglio 2023     | Fuengirola                 | Spagna      | Castillo Sohail                          |
| 6 luglio 2023     | Valencia                   | Spagna      | Jardines De Viveros                      |
| 8 luglio 2023     | Las Palmas de Gran Canaria | Spagna      | Estadio de Gran Canaria                  |
| 13 luglio 2023    | Murcia                     | Spagna      | Plaza de toros de La Condomina           |
| 14 luglio 2023    | Roquetas de Mar            | Spagna      | Plaza de Toros                           |
| 14 settembre 2023 | Siviglia                   | Spagna      | Centro Hípico Mairena del Aljarafe       |
| 17 settembre 2023 | Madrid                     | Spagna      | WiZink Center                            |
| Nord America      |                            |             |                                          |
| 2 novembre 2023   | Miami                      | Stati Uniti | Kaseya Center                            |
| 3 novembre 2023   | New York                   | Stati Uniti | The Theater at Madison Square Garden     |
| 5 novembre 2023   | Los Angeles                | Stati Uniti | The Novo                                 |